# Joseph J. Maraziti

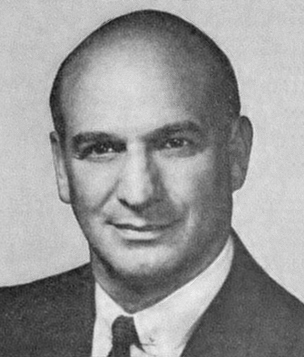
Joseph J. Maraziti (1973)

Joseph James Maraziti (* 15. Juni 1912 in Boonton, Morris County, New Jersey; † 20. Mai 1991 ebenda) war ein US-amerikanischer Politiker. Zwischen 1973 und 1975 vertrat er den Bundesstaat New Jersey im US-Repräsentantenhaus.

## Werdegang
Joseph Maraziti besuchte die öffentlichen Schulen seiner Heimat. Im Jahr 1931 war er in einem militärischen Ausbildungslager für Zivilisten. Zwischen 1931 und 1934 sowie von 1938 bis 1940 war er Verwaltungsangestellter beim Senat von New Jersey. In den Jahren 1938 bis 1940 war er in gleicher Funktion für die New Jersey General Assembly tätig. Nach einem Jurastudium an der School of Law der Fordham University und seiner 1938 erfolgten Zulassung als Rechtsanwalt begann er in Boonton in diesem Beruf zu arbeiten. Von 1940 bis 1947 war er Richter in Boonton; später fungierte er von 1950 bis 1953 als stellvertretender Staatsanwalt im Morris County.
Politisch war Maraziti Mitglied der Republikanischen Partei. In den Jahren 1958 bis 1967 saß er als Abgeordneter in der General Assembly; von 1968 bis 1972 gehörte er dem Staatssenat an. Im Jahr 1966 nahm er als Delegierter am regionalen Parteitag der Republikaner in New Jersey teil; 1968 war er alternativer Delegierter zur Republican National Convention, auf der Richard Nixon als Präsidentschaftskandidat nominiert wurde. Bei den Kongresswahlen des Jahres 1972 wurde Maraziti im 13. Wahlbezirk von New Jersey in das US-Repräsentantenhaus in Washington, D.C. gewählt, wo er am 3. Januar 1973 die Nachfolge von Cornelius Edward Gallagher antrat. Im Jahr 1974 wurde er nicht wiedergewählt, was auch eine Folge der Watergate-Affäre war, die allen republikanischen Kandidaten schadete.
Nach dem Ende seiner Zeit im US-Repräsentantenhaus praktizierte Joseph Maraziti wieder als Anwalt. Er starb am 20. Mai 1991 in seinem Geburtsort Boonton.